# Jean François Ndenguet
Jean François Ndenguet, né le 5 mai 1950 dans le quartier Poto-poto à Brazzaville, est officier supérieur congolais. Il est général de police de 2e classe et occupe de fin 1997 à mi-2024, le poste de directeur général de la Police nationale de la république du Congo.

## Biographie

### Enfance et formation
Jean François Ndenguet est né le 5 mai 1950 dans le quartier Poto-poto à Brazzaville. D'ethnie Mbochi et originaire d'Obouya, localité située non loin d’Oyo (fief du Président de la République Denis Sassou-Nguesso) dans le département de la Cuvette, il est titulaire d’une licence en sociologie-psychologie. En 1973, il est admis à l’école de police et suit des formations à l’étranger, notamment à Lyon (France) et à Bucarest (Roumanie), où il réside pendant trois ans.

## Carrière professionnelle
Avant d’entrer dans les forces de l’ordre, il commence sa carrière comme professeur de français dans un lycée de Brazzaville. Sa carrière se poursuit dans la diplomatie, avec des postes en Allemagne, en Italie, puis au Zaïre, où il se distingue dans le domaine du renseignement. À son retour au Congo en 1990, il est nommé directeur de l’immigration. En 1992, à l’arrivée au pouvoir de Pascal Lissouba, il fait partie des officiers proches de Denis Sassou Nguesso écartés de l’armée. Renvoyé de l’administration et privé de solde, il reste actif dans l'entourage de l’ancien président, avant de reprendre du service lors de la guerre civile de 1997. Il y joue un rôle militaire actif au sein des forces fidèles à Sassou Nguesso, notamment à Brazzaville. En octobre 1997, à la suite du retour au pouvoir de ce dernier, Ndenguet est nommé directeur général de la Police nationale.

### Directeur général de la Police nationale
Jean François Ndenguet, est nommé directeur général de la Police nationale (intitulé officiel devenu Commandant en chef des Forces de police depuis novembre 2018) le 24 décembre 1997. Ce proche du vice-amiral Jean-Dominique Okemba (conseiller spécial et neveu du Chef de l'État), dirige la Police nationale congolaise pendant vingt-six ans, jusqu'en juillet 2024, où il est remplacé par son adjoint, le général André Fils Obami Itou, proche de Denis Christel Sassou Nguesso (fils du Chef de l'État). Aucune raison officielle n’a été communiquée. Selon certaines sources, il avait déjà atteint l’âge de la retraite, mais avait été maintenu en poste en raison de son expérience. Il était connu pour sa présence sur le terrain et son engagement personnel dans les opérations de maintien de l’ordre,,.
En décembre 2022, Jean-François Ndenguet est élu président du Comité des chefs de police d’Afrique centrale (CCPAC), succédant au général tchadien Tahir Erda Taïro. Investi à Brazzaville lors de la 19ᵉ session du comité, il prend la tête de cette instance régionale alors que plusieurs chantiers sont en cours, notamment l'harmonisation des textes avec les normes communautaires, la coopération avec l’Afrique de l’Ouest en matière de police criminelle, le projet Interpol-CEMAC pour la sécurisation des frontières, et la mise en circulation du passeport biométrique CEMAC.

## Controverses et polémiques
Au cours de sa carrière, Jean François Ndenguet a fait l'objet de plusieurs critiques de la part d'organisations de défense des droits humains, notamment pour des allégations d’abus ou de violences policières lors de manifestations ou d’arrestations.
En juillet 2013, une vidéo circulant sur les réseaux sociaux montre Jean-François Ndenguet tenant des propos hostiles envers les ressortissants de la République démocratique du Congo (RDC), en particulier les membres de gangs appelés Kulunas. Ces déclarations, jugées xénophobes par certains médias, ont suscité une vive polémique sur les deux rives du fleuve Congo. Les autorités congolaises n'ont pas officiellement réagi, tandis que des voix en RDC ont dénoncé un discours incitant à la violence.
Lors du retour de Jean-Marie Michel Mokoko à Brazzaville le 9 février 2016, le général Jean François Ndenguet, alors à la tête de la police, a supervisé les opérations de maintien de l’ordre à l’aéroport. La police a réagi avec des jets de pierre et des gaz lacrymogènes contre des partisans et des journalistes, entraînant des violences.

### Affaire des disparus du Beach
Jean-François Ndenguet a été impliqué dans l’affaire dite des « disparus du Beach », relative à la disparition d’environ 350 personnes rapatriées d’exil en 1999, après la guerre civile. Une plainte a été déposée en 2001 en France par les familles des victimes, visant plusieurs hauts responsables congolais, dans le cadre d’une information judiciaire confiée au juge Jean Gervillié, au tribunal de grande instance de Meaux. Le jeudi 1er avril 2004, Ndenguet, alors colonel de police, est interpellé à Meaux par des gendarmes alors qu’il déjeunait chez sa fille. L'opération fait suite à des écoutes téléphoniques révélant son intention de quitter samedi le territoire français. Mis en examen le lendemain pour crimes contre l'humanité, il est incarcéré le soir même à la prison de la Santé, puis libéré à l’aube du samedi qui a suivi, sur ordre du procureur de la République, au motif qu’il est détenteur d’un passeport diplomatique. Ndenguet avait en effet invoqué une immunité diplomatique, ce qui avait conduit les autorités françaises à consulter le ministère des Affaires étrangères avant de confirmer la mesure. L’incident déclenche une intervention au plus haut niveau politique entre les présidents Jacques Chirac et Denis Sassou-Nguesso, ainsi que de Dominique de Villepin, alors tout juste nommé ministre de l'Intérieur, et précédemment ministre des Affaires étrangères, soulignant la forte dimension diplomatique et politique de cette affaire. Il regagne rapidement Brazzaville. Le jour de sa libération, Jean-François Ndenguet est accueilli à sa sortie de prison par l'ambassadeur du Congo en France, Henri Lopes, ses avocats et des proches, avant de regagner Brazzaville à bord d’un vol spécial depuis l’aéroport du Bourget. Il reviendra ultérieurement en France, après que la Cour d'appel de Paris a annulé, le 22 novembre 2004, l’intégralité de la procédure à son encontre. Il déclare alors ne pas redouter le pourvoi en cassation engagé par les parties civiles car « La justice française sait corriger ses erreurs ». En 2005, il est jugé aux côtés de quatorze autres responsables congolais, puis acquitté par la justice congolaise. L’affaire a entraîné des tensions diplomatiques entre la France et le Congo-Brazzaville,,,,.

## Engagement dans le sport congolais
Jean-François Ndenguet a présidé la section football du club multidisciplinaire Diables noirs de Brazzaville de 2007 à 2013, avant de rejoindre le Club Athlétique Renaissance Aiglons (CARA) en 2014, où il reste plus de deux saisons. Le 5 novembre 2017, il est élu président général des Diables Noirs lors d’une assemblée générale tenue au Palais des congrès de Brazzaville,. Il est réélu à ce poste le 25 octobre 2020. En juin 2022, Donald Fylla est élu président général des Diables Noirs en remplacement de Jean-François Ndenguet. Environ un an plus tard, Fylla démissionne pour raisons de santé. Le 24 juin 2023, Jean-François Ndenguet est de nouveau réélu président général lors d’une assemblée générale tenue à Brazzaville,.